# Ауса (імамат)
Ауса (Авса) (1577—1672) — середньовічна африканська держава, що утворилася внаслідок занепаду султанату Харер. Вела війни з сусідніми племенами й Ефіопією. Повалено афарами.

## Історія
За часів панування Нур ібн Муджахіда, султана Хареру, в місті Ауса отаборився його родич Мухаммад став намісником. 1567 року він став напівнезалежним. Поступово його влада посилювалася з огляду на ослаблення Хареру. 1577 року після падіння султанату внаслідок вторгнень оромо та ефіопів Мухаммад оголосив себе імамом незалежної держави. Мусив боротися проти одного з племен оромо — тана-орма, у війні з якими 1583 року загинув.
За цим починається внутрішня боротьба за владу, водночас відбуваються перші сутички між племенами харла й арабами, на яких спиралися імамами. За правління Сабр ад-Діна Адана відбувається деяка стабілізація влади. Зміцнюються контакти з Османською імперією.
За правління його наступників — Садика і Малак Адана — імамат перетворився на невеличку державу, що не проводила якоїсь активної зовнішньої політики. Усередині тривала боротьба між харал і арабами. 1647 року відколовся емірат в Харері. В результаті значної ваги набули афарські шейхи. 1672 року імама Умар Діна повалив представник роду Мудайто.
Імамат фактично розпався на декілька частин. Імами контролювали лише Аусу, вели війни проти афара і харла, спираючись на арабів. 1725 року війська імамів зазнали нищівної поразки. 1734 року Мудайто заснували султанат Ауса. Проте імам Сулейман боровся до 1750 року.

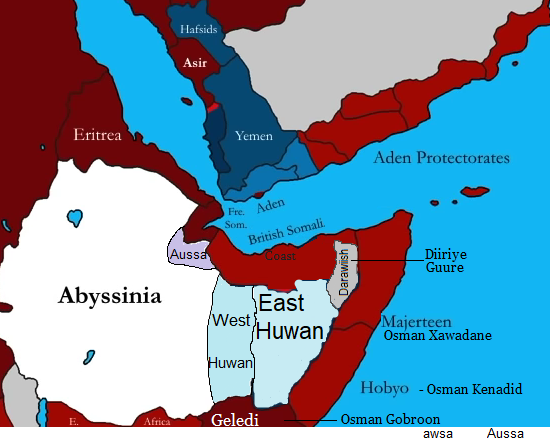